# Habenaria novaesii
Habenaria novaesii là một loài thực vật có hoa trong họ Lan. Loài này được Edwall & Hoehne mô tả khoa học đầu tiên năm 1937.